# Seriennummern der Luftfahrzeuge der United States Air Force

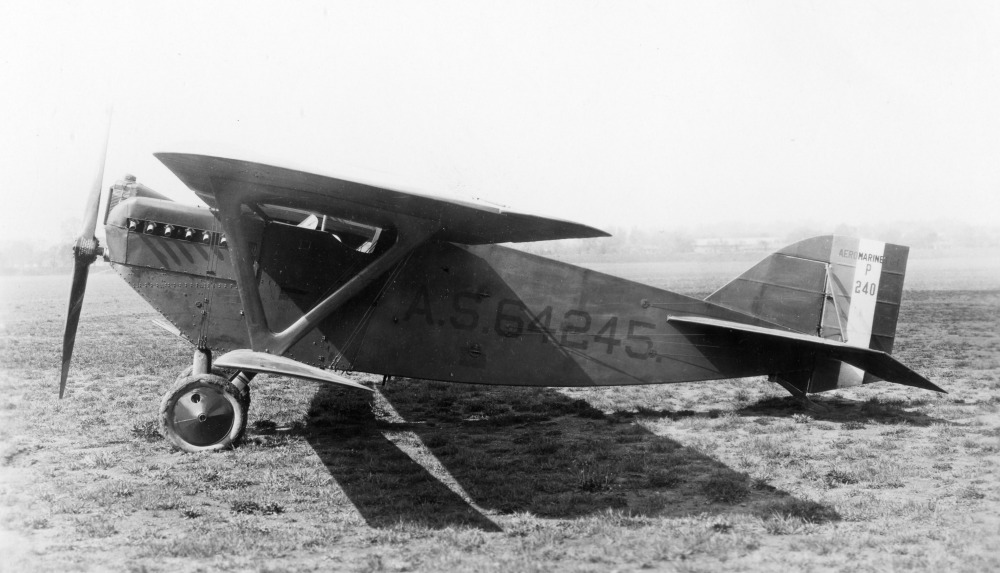
Aeromarine PG-1, Seriennummer A.S. 64245 auf dem Rumpf (etwa 1920/21?)

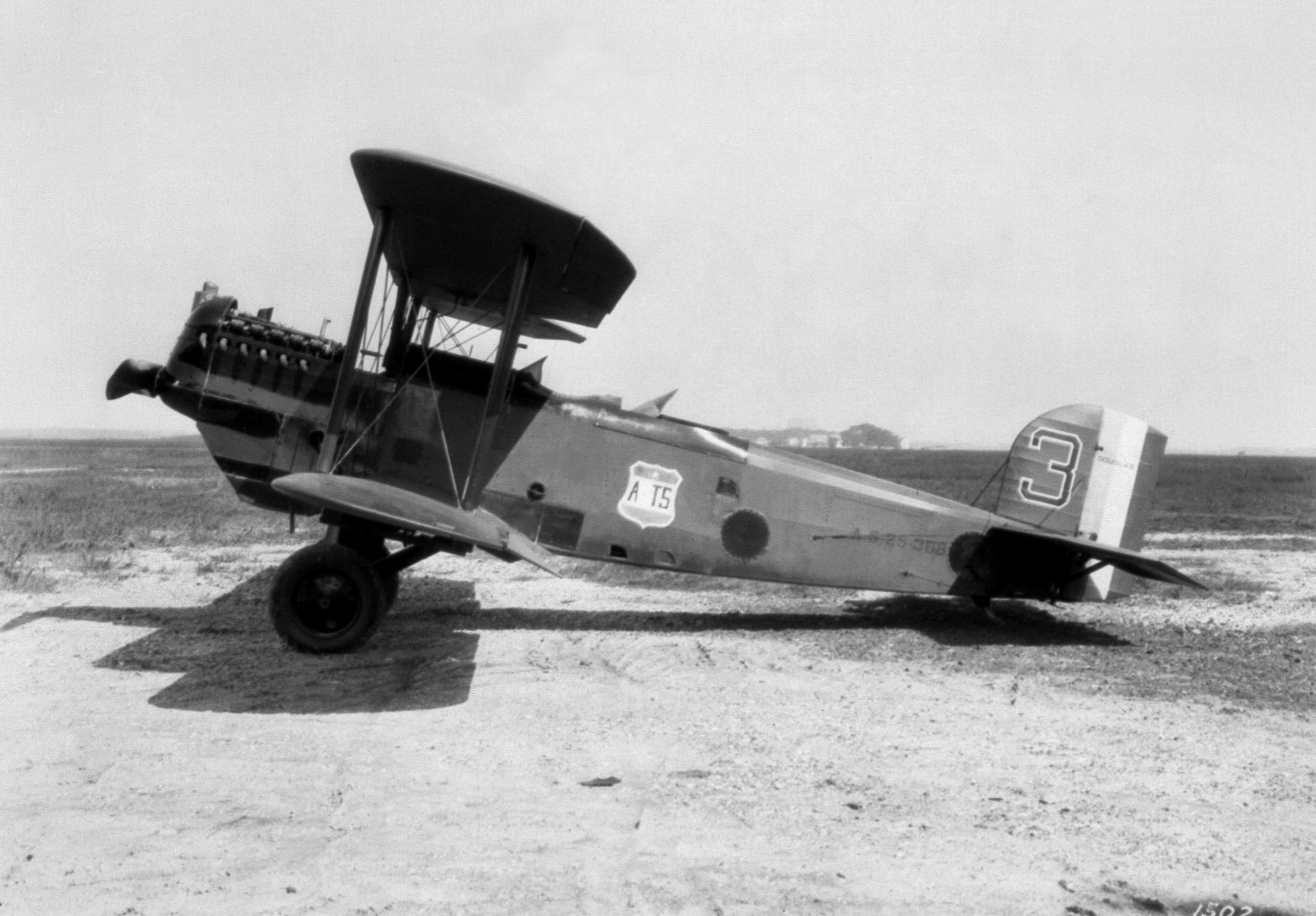
Douglas O-2, Seriennummer A.S. 25-368 am Rumpfheck

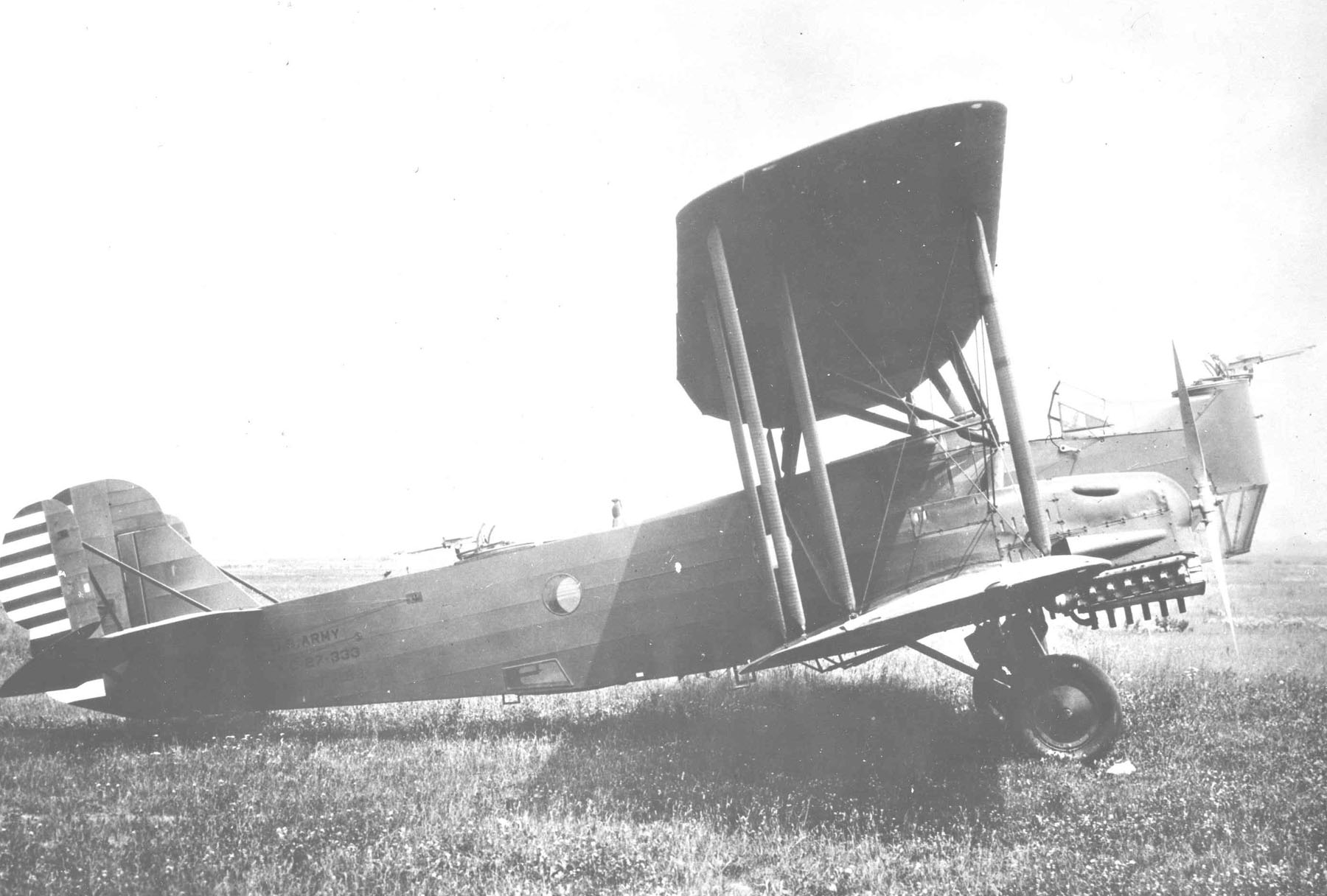
Huff-Daland XLB-3 Prototyp, Seriennummer 27-333 am Rumpfheck

Die Seriennummern der Luftfahrzeuge der United States Air Force werden für jedes Luftfahrzeug der US Air Force als eindeutiges Luftfahrzeugkennzeichen für die gesamte Einsatzdauer der jeweiligen Maschine vergeben. Die Nummer wird am Leitwerk aufgetragen und stellt neben den Verbandskennzeichnungen einen Teil der Dienst-Markierungen dar.

## Entwicklung des Nummernsystems
Das erste 1908 vom US-Militär beschaffte Flugzeug war eine Wright Model A, die 1909 die Seriennummer 1 erhielt. Die nachfolgenden Maschinen waren eine Curtiss D (#2), zwei Wright Model B (#3 und 4), eine Burgess F (#5) usw. Nachdem die Army Aeronautical Division dem Signal Corps unterstellt wurde, erhielten die Seriennummern das Präfix „SC“. Dies wurde dann im Mai 1920 in „A.S.“ für Air Service und schließlich im Juli 1926 in „A.C.“ für Air Corps geändert. 
Anfangs waren gewisse Nummernblöcke für bestimmte Typen reserviert, so etwa der 200er-Block für Wasserflugzeuge, der 40000er-Block für Versuchsflugzeuge und der 94000er-Block für Prototypen und ausländische Flugzeuge unter Erprobung. Die höchste Nummer im 40000er-Block war 68656 und der 94000er-Block endete mit der Seriennummer 94112, einer erbeuteten Fokker D.VIII. Beim Wiederaufbau eines Flugzeugs nach einer großen Beschädigung erhielt dieses in der Regel eine neue Seriennummer. 
Kurz nach dem Army Reorganization Act, der 1920 zur Aufstellung des US Army Air Service führte, entschied man, die zukünftigen Beschaffungen am jeweils zum 1. Juli beginnenden Fiscal Year (Geschäftsjahr) auszurichten. Damit einher ging eine Änderung der Seriennummernzuteilung, die nun das Fiskaljahr als base number erhielten, gefolgt von der in der Reihenfolge der Bauaufträge fortlaufenden, aber jedes Jahr bei „1“ beginnenden sequence number. Das erste Flugzeug nach dem neuen System war eine Verville-Sperry M-1 Messenger mit der Seriennummer A.S. 22-1. In den ersten Jahren führte das neue System jedoch auch zu Konfusionen, weil oftmals die alten AS-Nummern aus den 22000er und 23000er-Blöcken nach dem Fiscal-Year-System neu am Flugzeug aufgebracht wurden. Aus diesem Grund blieben viele Blöcke nach dem neuen System in den Jahren 1922 bis 1925 unbelegt. 
Die jeweilige Anzahl der in einem Fiskaljahr vergebenen Nummern schwankte extrem, zumal darin auch stornierte Aufträge sowie Raketen und Drohnen enthalten sind. So wurden z. B. im Kriegsjahr 1942 mehr als 110.000 Nummern vergeben (bis 42-110188), während sie 1946 schon bei 46-690 endeten.
Die Nummernzuteilung nach Fiskaljahren ist bis heute, im Wesentlichen unverändert, im Gebrauch bei der US Air Force und der US Army. 
Ab etwa 1966 ging man bei einigen Baumustern dazu über, sich bei der Vergabe an den Werknummern des jeweiligen Herstellers zu orientieren.

### US Army ab 1966
Für Army-Seriennummern werden seit 1966 jeweils eigene Blöcke verwendet. Von 1966 bis 1970 begannen diese immer mit 15000. Im Jahr 1971 begannen die Army-Nummern mit 20000 und werden seither kontinuierlich fortgeschrieben; so endete z. B. das Fiskaljahr 1976 mit dem Army-Kennzeichen 76-22713 und das Jahr 1977 begann mit 77-22714.

## Markierungsformen

### Entwicklung
Bis etwa 1917 wurden die Seriennummern am Leitwerk oder am Heck angebracht, danach nur noch am hinteren Rumpfteil, wobei das jeweilige Präfix AS oder AC eingeschlossen war. Ab 1926 wurde auch die Baumusterbezeichnung ergänzt. In der Zeit zwischen 1932 und August 1941 unterblieb die Aufbringung der Seriennummer am Flugzeug fast vollständig. Es wurden lediglich Markierungen und Abzeichen der jeweiligen Einheit oder des Flugfeldes geführt. 
Von November 1937 bis August 1941 verwendete das Air Corps das Designator-System zur eindeutigen Verbandskennzeichnung, wobei jeder Einheit ein alphanumerischer Code zugeteilt war.
Im August 1941 wurde mit dem Circular 100-4 die heute noch gültige Form der Seriennummeraufbringung festgelegt und das Designator-System abgelöst. In der Praxis erstreckte sich die (Wieder-)Einführung der Seriennummern als Markierung bis 1942. Nunmehr war vorgeschrieben, dass die geführte Seriennummer mindestens vier Ziffern umfassen muss und die erste Ziffer des Fiskaljahres weggelassen wird. Die erste XB-29 war das zweite beauftragte Flugzeug des Jahres 1941 und trug so die Seriennummer 41-2 und nach Vorschrift die Markierung 1002 am Leitwerk. Die Anzahl der Ziffern war nicht begrenzt, so hatte die dritte und letzte XB-29 die Seriennummer 41-18335 und die Markierung 118335. Ältere Flugzeuge, die nach August 1941 noch eingesetzt wurden, erhielten rückwirkend eine Fiskaljahr-Markierung.
Im Jahr 1958 wurde festgelegt, dass das geführte Kennzeichen nunmehr mindestens fünf Ziffern umfassen muss. Seit dem Vietnamkrieg wurden dann nur noch die letzten fünf Ziffern aufgetragen, weshalb anhand des sichtbaren Kennzeichens nicht immer das komplette Kennzeichen des Luftfahrzeugs feststellbar ist. So konnte beispielsweise „13114“ das Kennzeichen einer North American F-86 Sabre aus dem Fiskaljahr 1951 sein (51-13114), ebenso wie das einer Grumman OV-1 Mohawk vom Fiskaljahr 1963 (63-13114).
Änderungen in der Markierungsform der Seriennummern gab es dann erst etwa 1966/67, gleichzeitig mit der Einführung der Leitwerkcodes für die jeweilige Einheit. Davon ausgenommen sind die Flugzeuge des Air Mobility Command, die weiterhin die 1941 eingeführte Standarddarstellung verwenden. Diese Festlegungen gelten bis heute (2017).

### Sonderformen
Sonderformen der Darstellung sind für „Kommandeursmaschinen“ (Boss Bird) von Staffel- oder Geschwaderführern, ähnlich den Sondermarkierungen der US Navy (CAG Bird) bekannt. Entweder wird dabei versucht die Seriennummer so darzustellen, dass die Einheitenbezeichnung besonders hervorgehoben erscheint oder die Seriennummer wird sogar vollständig durch die Einheitenbezeichnung ersetzt.

### Anwendungsbeispiele ab 1966
- Standard-Darstellung ab 1941

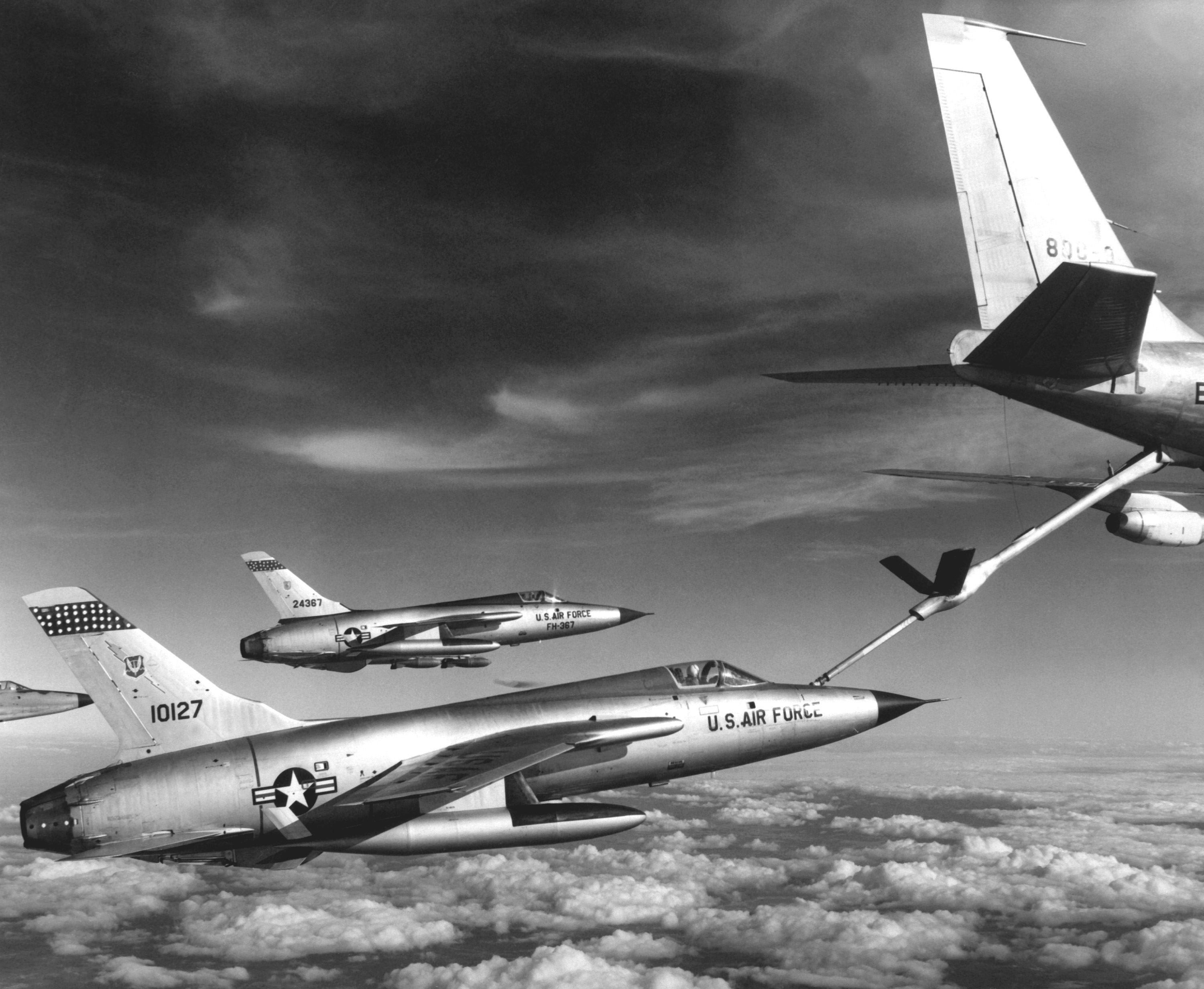
F-105D (1966) s/n 51-0127, Darstellung als 10127
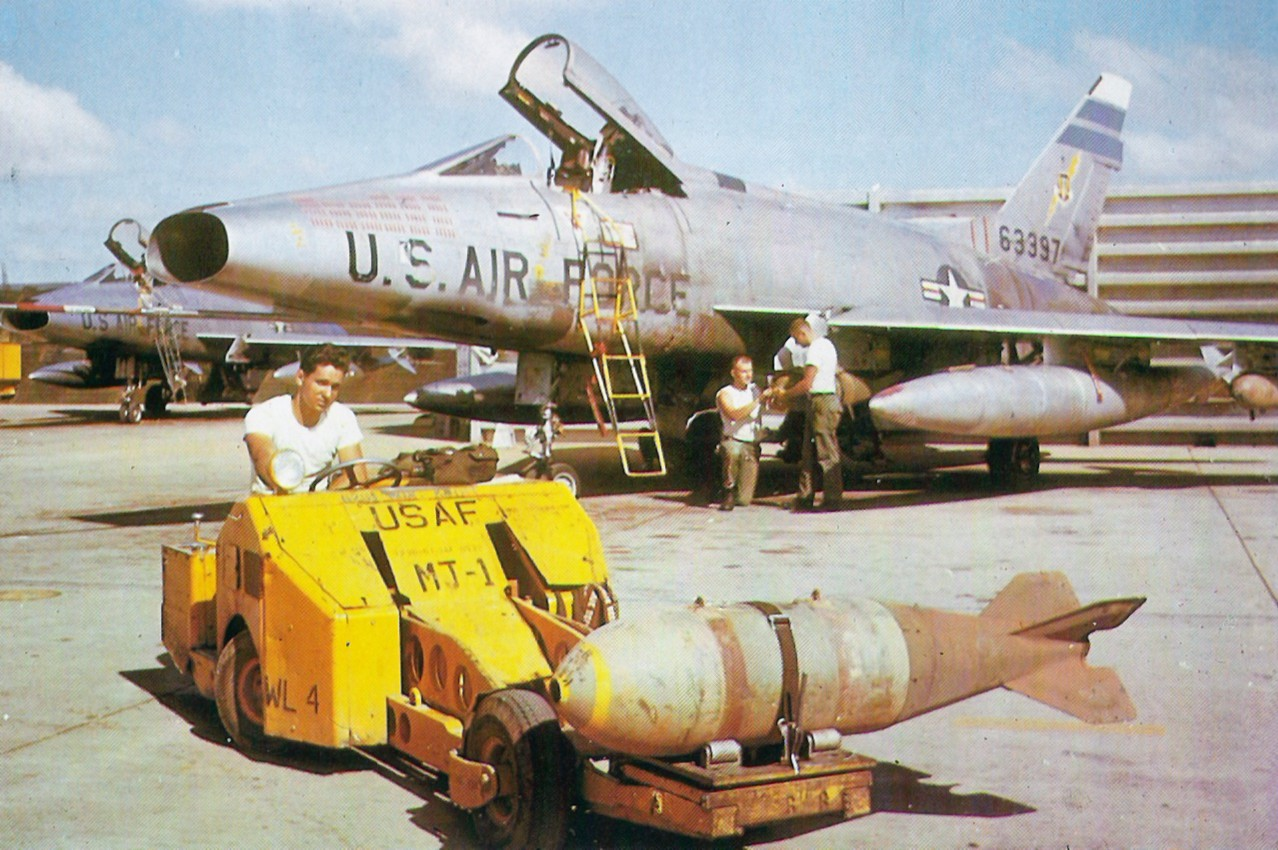
F-100D (1966) s/n 56-3397, Darstellung als 63397

- Standard-Darstellung ab 1967 für Jagdflugzeuge, einige C-130 und A-10: vollständiges Fiskaljahr, Sequenznummer auf 3 Stellen gekürzt

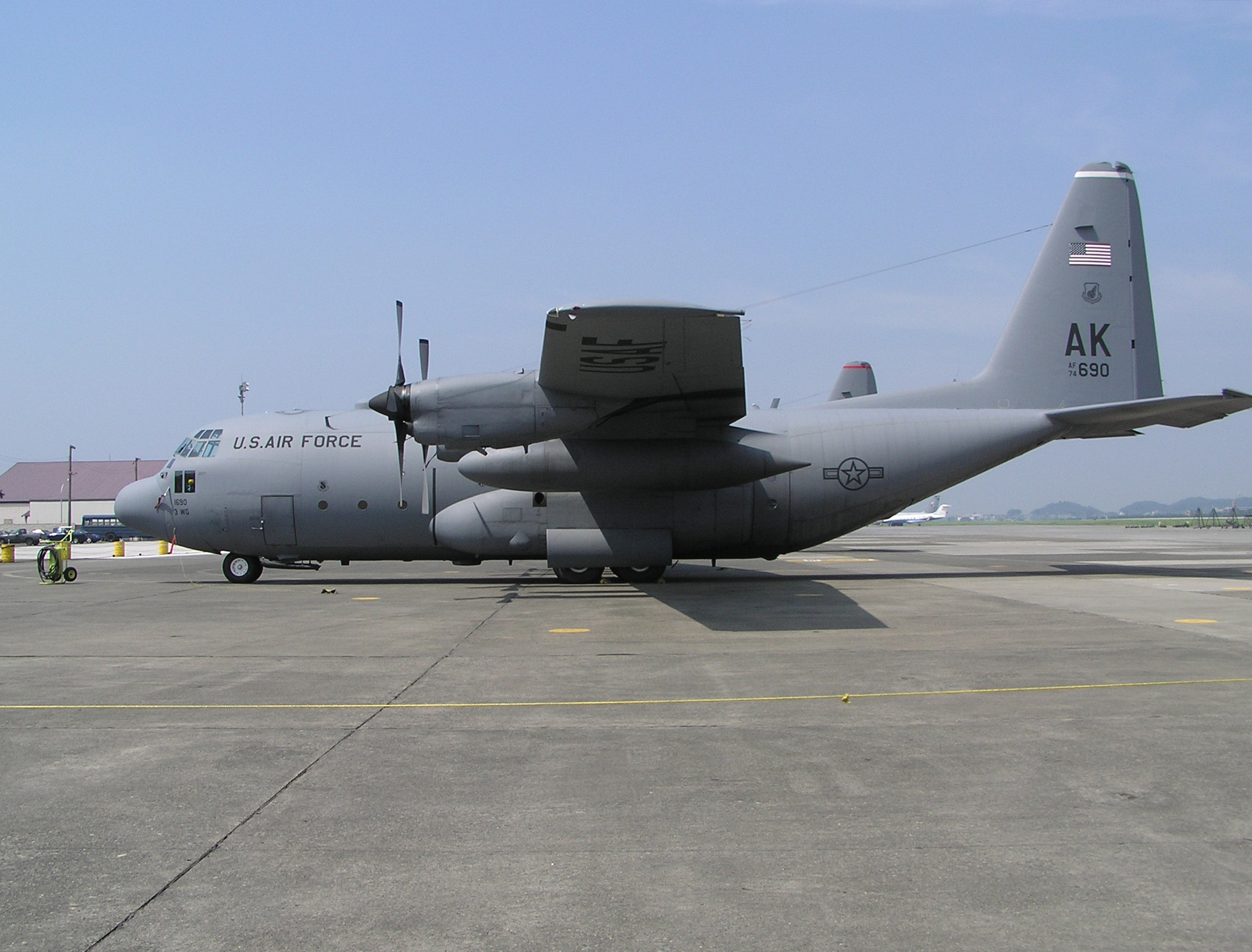
C-130H s/n 74-1690, Darstellung als AF74.690
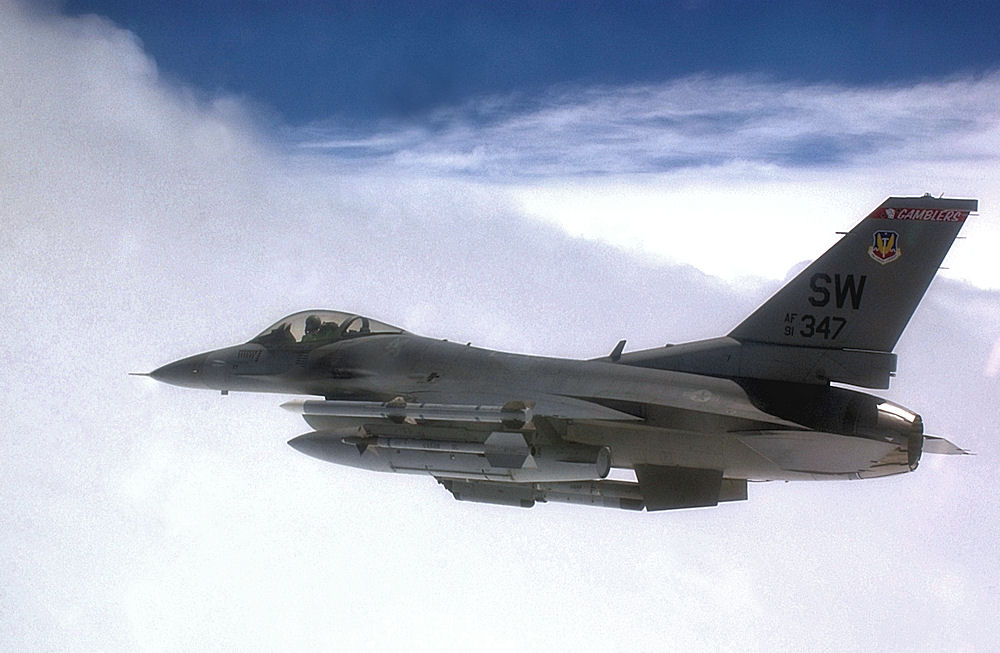
F-16 s/n 91-0347, Darstellung als AF91.347
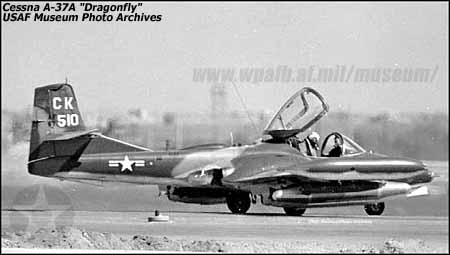
A-37A s/n 67-14510, Darstellung als AF67.510

- Vereinzelt vorkommende Variante mit auf eine Stelle verkürztem Fiskaljahr, Sequenznummer vollständig

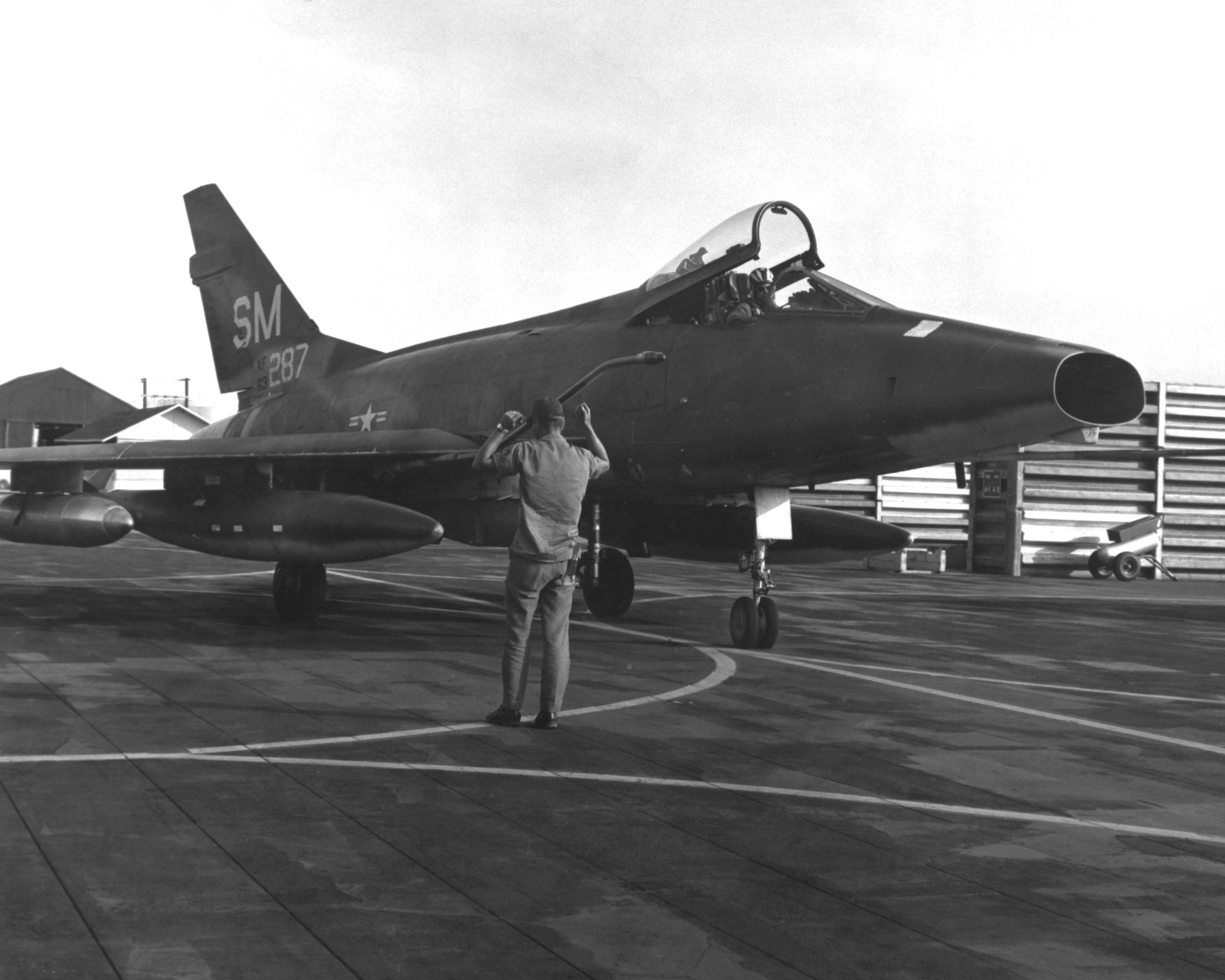
F-100D (Ende 1967) s/n 56-3287, Darstellung als AF63.287
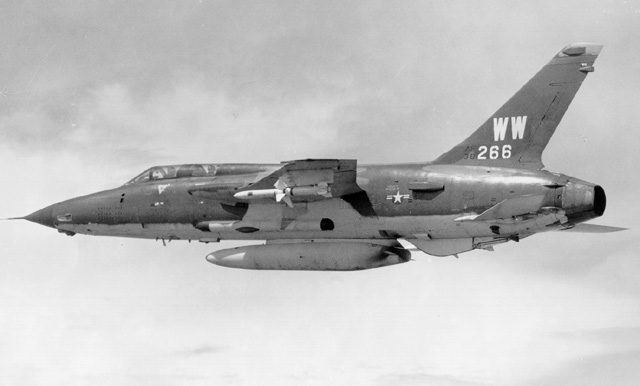
EF-105G (1980) s/n 63-8266, Darstellung als AF38.266